# Ghyczy Miklós (főtanácsos)
Giczi, assa- és ablanczkürthi Ghyczy Miklós (Buda, 1800 – Buda, 1853. március 28.) császári és királyi pénzügyi főtanácsos.

## Életútja
Ghyczy Péter (1762-1834) kerületi táblai ülnök és Kvassay Klára (1780-1851) fia. Budán a magyar királyi udvari kamaránál 1820-ban fogalmazó, 1822-ben kamerális ügyész Fiumében, 1833-ban titkár, 1846-ban tanácsos a magyar királyi udvari kamaránál és 1847–48-ban egyszersmind a bácskai kincstári javadalmak adminisztrátora, 1848-ban pénzügyminiszteri tanácsos, majd főtanácsos volt.

## Műve
- Ode quam adm. rev. ac eximio patri Martino Bolla cc. rr. scholarum piarum per Hungariam et Transilvaniam praeposito provinciali, cum anno 1815. visitaret collegium Nitriense, nomine secundae humanitatis classis ejusdem scholae alumnus obtulit. Tyrnaviae.